# Pest, Ungern

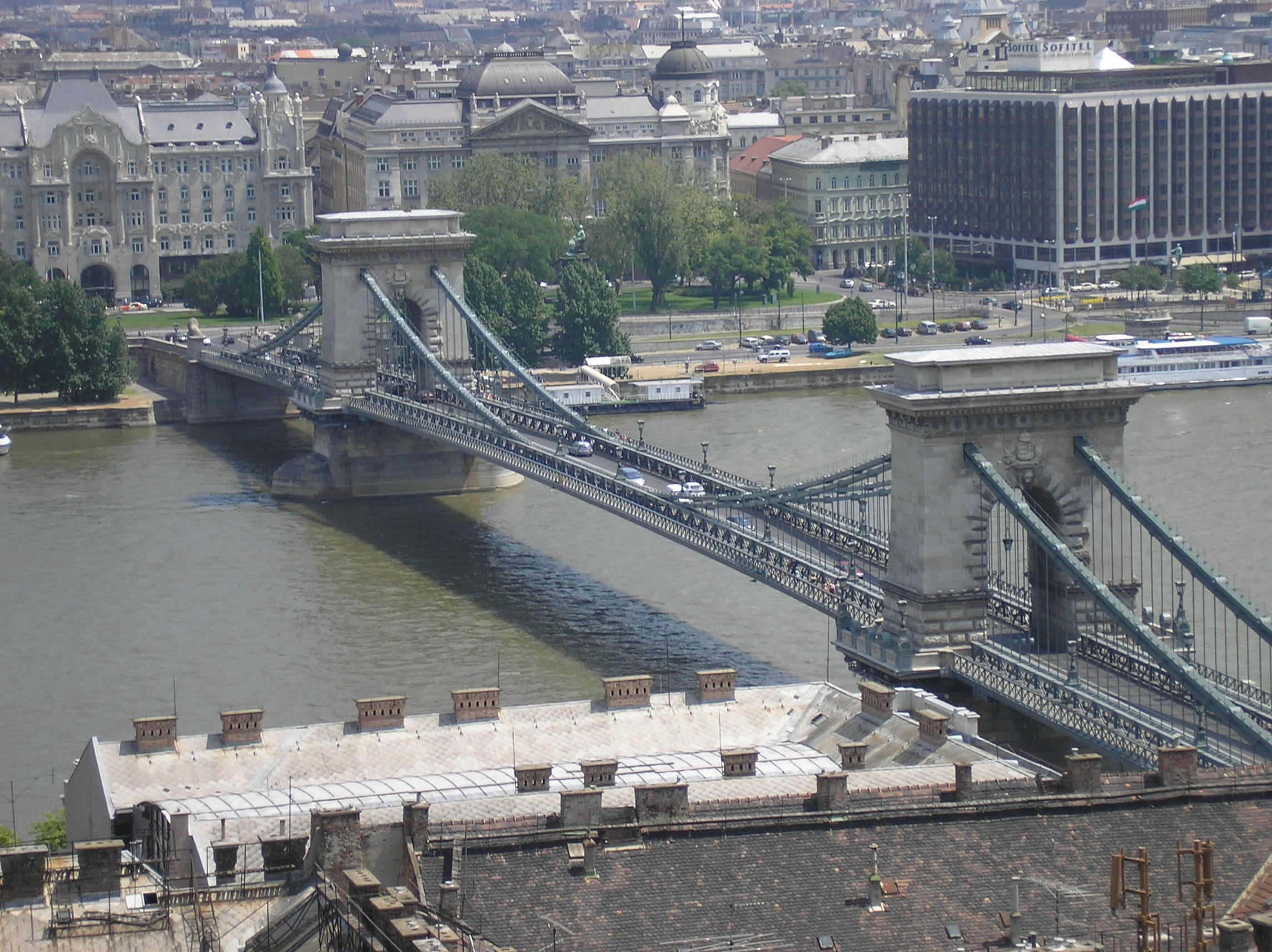
Buda och Pest sammanbinds av Kedjebron.

Pest (ungerskt uttal: [ˈpɛʃt]) är den östra, främst platta, delen av Budapest i Ungern, och utgör två tredje delar av stadens yta. Den är åtskild från Buda, den andra delen, av floden Donau. Ibland på ungerska används "Pest" om hela staden Budapest.
Bland de mest kända delarna är Innerstaden, med Ungerns parlament,  Hjältarnas torg, Andrássy-avenyn och Sankt Stefansbasilikan.

## Etymologi
Namnet Pest kommer från ett slaviskt ord som betyder "ugn" (bulgariska пещ ['peʃt]; serbiska "пећ/peć"), som antas syfta på en lokal grotta, där en eld brann.

## Historia

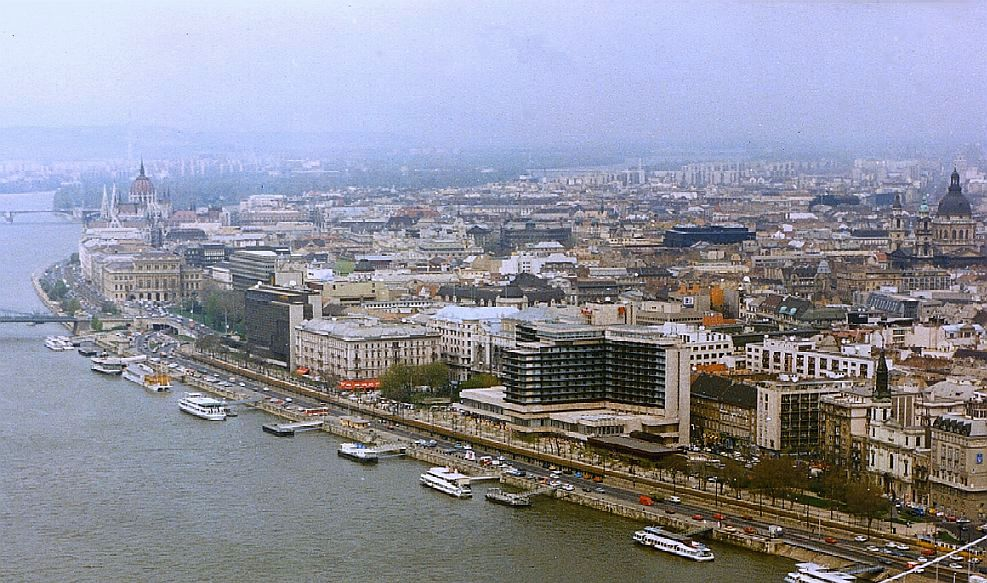
Pest. Parlamentshuset syns till vänster och Sankt Stefansbasilikan till höger

Pest var en egen stad, och referenser finns i tryckta som daterar sig tillbaka till 1148. Tidigare hade kelter och romare byggt bosättningar där. Pest blev ett viktigt ekonomiskt centrum mellan 1000- och 1200-talen. Den förstördes 1221 av mongolerna men byggdes snart upp igen. 1541-1686 tillhörde staden Osmanska riket och gick då starkt tillbaka, 1710 hade Pest under 1.000 innevånare. Staden gynnades av Maria Teresia av Österrike och Josef II och 1777-1783 flyttades det 1635 i Trnava grundade universitetet hit. 1848 flyttades ungerska regeringens och riksdagens säte från Bratislava till Pest.
1838 översvämmades den av Donau. 1849 stod en hängbro, Kedjebron, färdig och sammanband Pest med Buda. 1873 förenades städerna med Óbuda, och bildade Budapest.

### Fotnoter
1. ↑  Adrian Room (2006). Placenames of the World. McFarland & Company. sid. 70. ISBN 0-7864-2248-3. http://books.google.com/books?id=M1JIPAN-eJ4C
2. ↑  Svensk uppslagsbok, andra upplagan 1947